# القحولة
القحولة هي التغيرات الموسمية تؤدي إلى زيادة عملية جفاف المناطق على المدى الطويل (التصحر)، وتقاس بانخفاض نسبة الرطوبة في التربة.
مسببات القحولة:
1. العوامل الطبيعية

1. التغييرات البشرية

مثل تغيرات المناخ، انخفاض هطول الأمطار، زيادة التبخر، انخفاض نسبة المياه الجوفية، تغيرات الغلاف النباتي.
نتائجه الرئيسية تشمل:
انخفاض الإنتاج الزراعي، تدهور التربة، تغير النظام الإيكولوجي، انخفاض تجمعات المياه الجارية.